# Crato (Portugal)
O Crato é uma vila portuguesa no distrito de Portalegre, região Alentejo e sub-região do Alto Alentejo, com cerca de 1 500 habitantes.
É sede do município do Crato com 398,08 km² de área e 3.275 habitantes (2023), subdividido em 4 freguesias. O município é limitado a nordeste pelos municípios de Gavião, Nisa e Castelo de Vide, a leste por Portalegre, a sueste por Monforte e a sudoeste por Alter do Chão e Ponte de Sor.

## Freguesias

Freguesias do município do Crato.

O município do Crato está dividido em 4 freguesias:
- Aldeia da Mata
- Crato e Mártires, Flor da Rosa e Vale do Peso (Crato)
- Gáfete
- Monte da Pedra

## História
Na vila do Crato esteve instalada (desde 1340) a sede da Ordem do Hospital (ou Ordem de Malta) em Portugal, conhecida como Priorado do Crato. O cargo de Prior do Crato corresponde ao chefe deste Priorado; este era um cargo muito prestigiado e disputado. Fazendo jus à história da vila ainda hoje se realizam investiduras dos cavaleiros portugueses da Ordem de Malta no Crato.

## Política

### Eleições autárquicas[7]
| Data | %     | V     | %            | V            | %              | V      | %              | V  | %              | V       | %              | V  | %              | V  | Participação |                |
| Data | PS    | PS    | FEPU/APU/CDU | FEPU/APU/CDU | CDS-PP         | CDS-PP | AD             | AD | PPD/PSD        | PPD/PSD | NC             | NC | CH             | CH | Participação |                |
| ---- | ----- | ----- | ------------ | ------------ | -------------- | ------ | -------------- | -- | -------------- | ------- | -------------- | -- | -------------- | -- | ------------ | -------------- |
| Data | 1976  | 53,23 | 3            | 23,66        | 1              | 15,96  | 1              |    |                |         |                |    |                |    |              | 67,44 / 100,00 |
| 1979 | 38,69 | 2     | 31,67        | 2            | AD             | AD     | 26,16          | 1  | AD             | AD      | 76,07 / 100,00 |    |                |    |              |                |
| 1982 | 49,05 | 3     | 42,95        | 2            |                |        |                |    |                |         | 73,50 / 100,00 |    |                |    |              |                |
| 1985 | 49,68 | 3     | 44,28        | 2            | 74,71 / 100,00 |        |                |    |                |         |                |    |                |    |              |                |
| 1989 | 36,81 | 2     | 32,13        | 2            | 26,80          | 1      | 80,31 / 100,00 |    |                |         |                |    |                |    |              |                |
| 1993 | 32,99 | 2     | 44,81        | 3            | 2,28           | -      | 14,24          | -  | 78,38 / 100,00 |         |                |    |                |    |              |                |
| 1997 | 44,28 | 3     | 38,47        | 2            | 1,20           | -      | 11,39          | -  | 73,67 / 100,00 |         |                |    |                |    |              |                |
| 2001 | 42,79 | 2     | 36,21        | 2            |                |        | 16,81          | 1  | 77,72 / 100,00 |         |                |    |                |    |              |                |
| 2005 | 45,86 | 3     | 43,42        | 2            | 7,88           | -      | 79,68 / 100,00 |    |                |         |                |    |                |    |              |                |
| 2009 | 41,04 | 2     | 46,37        | 3            | 10,58          | -      | 77,14 / 100,00 |    |                |         |                |    |                |    |              |                |
| 2013 | 42,02 | 2     | 37,50        | 2            | 17,11          | 1      | 75,58 / 100,00 |    |                |         |                |    |                |    |              |                |
| 2017 | 43,06 | 2     | 24,61        | 1            | 0,78           | -      | 28,82          | 2  | 76,89 / 100,00 |         |                |    |                |    |              |                |
| 2021 | 43,93 | 2     | 15,28        | 1            |                |        | 18,42          | 1  | 19,16          | 1       | 0,87           | -  | 77,24 / 100,00 |    |              |                |

### Eleições legislativas
| Data | %     | %     | %     | %     | %     | %        | %     | %     | %    | %     | %    | %   | %       | % | %  | %  |
| Data | PS    | PCP   | CDS   | PSD   | UDP   | APU/ CDU | AD    | FRS   | PRD  | PSN   | B.E. | PAN | PSD CDS | L | CH | IL |
| ---- | ----- | ----- | ----- | ----- | ----- | -------- | ----- | ----- | ---- | ----- | ---- | --- | ------- | - | -- | -- |
| 1976 | 48,99 | 18,56 | 12,95 | 4,74  | 0,94  |          |       |       |      |       |      |     |         |   |    |    |
| 1979 | 37,62 | APU   | AD    | AD    | 2,34  | 28,81    | 22,22 |       |      |       |      |     |         |   |    |    |
| 1980 | FRS   | APU   | AD    | AD    | 0,64  | 27,30    | 25,00 | 40,19 |      |       |      |     |         |   |    |    |
| 1983 | 45,88 | APU   | 8,01  | 9,16  | 0,68  | 30,30    |       |       |      |       |      |     |         |   |    |    |
| 1985 | 29,80 | APU   | 4,62  | 11,25 | 1,02  | 27,02    | 19,54 |       |      |       |      |     |         |   |    |    |
| 1987 | 32,79 | CDU   | 2,84  | 31,00 | 1,13  | 20,09    | 4,40  |       |      |       |      |     |         |   |    |    |
| 1991 | 37,32 | CDU   | 2,71  | 33,46 |       | 16,33    | 0,51  | 2,11  |      |       |      |     |         |   |    |    |
| 1995 | 48,85 | CDU   | 5,77  | 17,21 | 1,52  | 19,32    |       | 0,36  |      |       |      |     |         |   |    |    |
| 1999 | 52,58 | CDU   | 4,86  | 18,26 |       | 18,22    | 0,11  | 1,06  |      |       |      |     |         |   |    |    |
| 2002 | 45,84 | CDU   | 4,86  | 29,35 | 14,54 |          | 1,21  |       |      |       |      |     |         |   |    |    |
| 2005 | 56,73 | CDU   | 3,66  | 18,13 | 13,88 | 2,96     |       |       |      |       |      |     |         |   |    |    |
| 2009 | 41,05 | CDU   | 6,23  | 20,97 | 16,36 | 8,26     |       |       |      |       |      |     |         |   |    |    |
| 2011 | 32,82 | CDU   | 9,34  | 32,82 | 13,76 | 3,29     | 0,33  |       |      |       |      |     |         |   |    |    |
| 2015 | 45,59 | CDU   | PSD   | CDS   | 11,15 | 7,07     | 0,50  | 28,47 | 0,10 |       |      |     |         |   |    |    |
| 2019 | 47,51 | CDU   | 3,04  | 20,80 | 9,90  | 7,85     | 1,11  |       | 0,33 | 1,27  | 0,61 |     |         |   |    |    |
| 2022 | 51,68 | CDU   | 0,58  | 23,50 | 6,77  | 3,15     | 0,58  | 0,42  | 8,87 | 2,05  |      |     |         |   |    |    |
| 2024 | 37,98 | CDU   | AD    | AD    | 5,92  | 23,20    | 3,77  | 0,54  | 1,47 | 22,32 | 1,13 |     |         |   |    |    |

## Património
- Anta da Aldeia da Mata (ou Anta do Tapadão)
- Castelo do Crato (ou Castelo da Azinheira)
- Convento de São Nuno de Santa Maria (Carmelo do Crato)

## Evolução da População do Município
Os Recenseamentos Gerais da população portuguesa, regendo-se pelas orientações internacionais da época (Congresso Internacional de Estatística de Bruxelas de 1853), tiveram lugar a partir de 1864.
De acordo com os dados do INE o distrito de Portalegre registou em 2021 um decréscimo populacional na ordem dos 11,5% relativamente aos resultados do censo de 2011. No concelho de Crato esse decréscimo rondou os 13,0%.
| Número de habitantes ★                   | Número de habitantes ★ | Número de habitantes ★ | Número de habitantes ★ | Número de habitantes ★ | Número de habitantes ★ | Número de habitantes ★ | Número de habitantes ★ | Número de habitantes ★ | Número de habitantes ★ | Número de habitantes ★ | Número de habitantes ★ | Número de habitantes ★ | Número de habitantes ★ | Número de habitantes ★ | Número de habitantes ★ |
| ---------------------------------------- | ---------------------- | ---------------------- | ---------------------- | ---------------------- | ---------------------- | ---------------------- | ---------------------- | ---------------------- | ---------------------- | ---------------------- | ---------------------- | ---------------------- | ---------------------- | ---------------------- | ---------------------- |
| 1864                                     | 1878                   | 1890                   | 1900                   | 1911                   | 1920                   | 1930                   | 1940                   | 1950                   | 1960                   | 1970                   | 1981                   | 1991                   | 2001                   | 2011                   | 2021                   |
| 4 794                                    | 4 905                  | 5 294                  | 6 074                  | 7 159                  | 7 747                  | 8 253                  | 9 216                  | 9 973                  | 8 642                  | 6 505                  | 5 642                  | 5 064                  | 4 348                  | 3 708                  | 3 225                  |
| Número de habitantes por Grupo Etário ★★ |                        |                        |                        |                        |                        |                        |                        |                        |                        |                        |                        |                        |                        |                        |                        |
|                                          |                        |                        | 1900                   | 1911                   | 1920                   | 1930                   | 1940                   | 1950                   | 1960                   | 1970                   | 1981                   | 1991                   | 2001                   | 2011                   | 2021                   |
| 0-14 Anos                                | 0-14 Anos              | 0-14 Anos              | 2 079                  | 2 550                  | 2 650                  | 2 545                  | 2 696                  | 2 702                  | 2 001                  | 1 250                  | 965                    | 671                    | 436                    | 351                    | 288                    |
| 15-24 Anos                               | 15-24 Anos             | 15-24 Anos             | 946                    | 1 231                  | 1 392                  | 1 649                  | 1 630                  | 1 686                  | 1 368                  | 815                    | 688                    | 578                    | 440                    | 266                    | 234                    |
| 25-64 Anos                               | 25-64 Anos             | 25-64 Anos             | 2 508                  | 2 860                  | 3 139                  | 3 556                  | 4 109                  | 4 595                  | 4 385                  | 3 390                  | 2 673                  | 2 379                  | 2 016                  | 1 788                  | 1 414                  |
| = ou > 65 Anos                           | = ou > 65 Anos         | = ou > 65 Anos         | 280                    | 372                    | 398                    | 494                    | 643                    | 804                    | 888                    | 1 050                  | 1 316                  | 1 436                  | 1 456                  | 1 303                  | 1 289                  |

★ Número de habitantes "residentes", ou seja, que tinham a residência oficial neste município à data em que os censos  se realizaram	
★★ De 1900 a 1950 os dados referem-se à população "de facto", ou seja, que estava presente no concelho à data em que os censos se realizaram. Daí que se registem algumas diferenças relativamente à designada população residente

## Cultura
- Museu Arqueológico e Etnográfico
- Museu Municipal do Crato
- Casa-Museu Padre Belo
- Casa-Museu Canhões do Ferreira

## Geminações
O concelho do Crato é geminado com as seguintes cidades:
- Crato, Ceará, Brasil
- Lembá, São Tomé, São Tomé e Príncipe